# Leuwimekar
Leuwimekar is een bestuurslaag in het regentschap Bogor van de provincie West-Java, Indonesië. Leuwimekar telt 13.797 inwoners (volkstelling 2010).